# Peter-und-Paul-Kirche (Aarau)

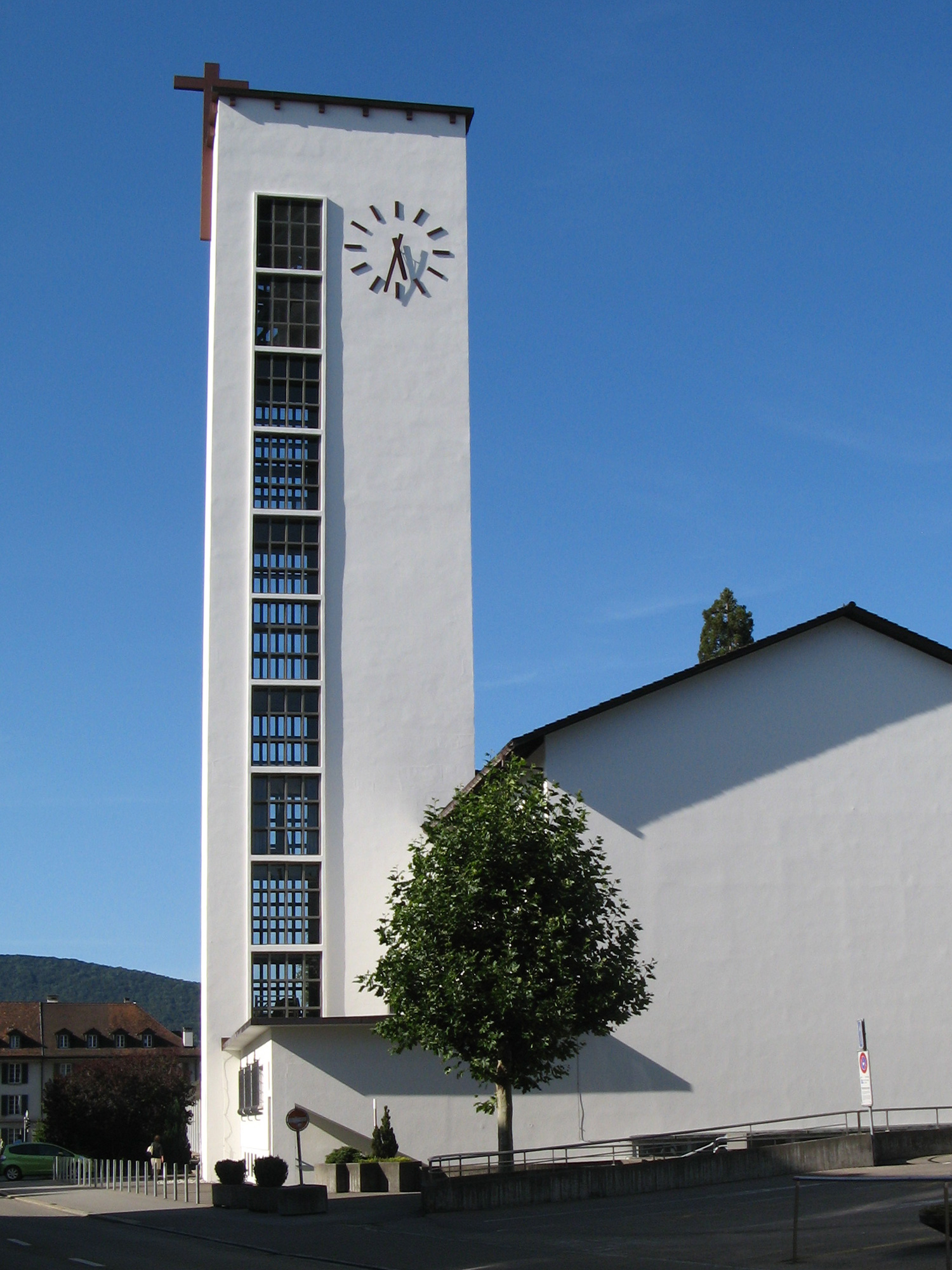
Peter-und-Paul-Kirche in Aarau

Die Peter-und-Paul-Kirche in der gleichnamigen Pfarrei in Aarau, dem Hauptort des Kantons Aargau in der Schweiz, ist ein römisch-katholisches Kirchgebäude. 2008 wurde der Kirchenbau von der kantonalen Denkmalpflege als schützenswert eingestuft und inventarisiert.

## Geschichte

Die Kirche und Umgebung in einer Flugaufnahme von 1948

Mit der Einführung der Reformation im Jahr 1528 wurde die Stadtkirche Aarau evangelisch. In den darauffolgenden Jahrhunderten gab es am Ort keine katholische Kirche mehr. 1803 wurde wieder eine römisch-katholische Pfarrei eingerichtet und 1868 die römisch-katholische Kirchgemeinde Aarau gegründet. Sie wurde in den 1870er Jahren vom Kulturkampf in der Schweiz (Unfehlbarkeitsdogma) erfasst. Trotzdem gelang 1879 der Kauf eines Bauplatzes für eine römisch-katholische Kirche auf einem Grundstück an der Kasinostrasse.
1881/1882 entstand ein Kirchenneubau nach Plänen von Wilhelm Josef Tugginer. Diese Kirche wurde in den 1930er Jahren ersetzt. Dazu erwarb die Kirchgemeinde 1937 das «Feergut» samt Gebäude. Am 18. August 1940 wurde die neue Kirche geweiht.
1960 wurden die Glocken aus der ortsansässigen Giesserei H. Rüetschi aufgezogen. Bei der Renovation 1985/1986 wurde der Haupteingang von der strassenseitigen Längsseite auf die Giebelseite verlegt und die Vorhalle auf der Gartenseite ergänzt. Nach einem Brand am 15. November 2004 wurde die Kirche unter dem Aarauer-Architekten Andreas Marti saniert, die Flankenwände zum Chor wurden entfernt, die Seitenschiffwände mit Holz verkleidet und der Eingangsbereich mit Taufkapelle wurde neugestaltet.

## Kirchengebäude
Die heutige Kirche befindet sich im Zentrum von Aarau und ist vom Architekten Werner Studer entworfen worden. Der lang gestreckte, strassenparallele Stahlbetonskelettbau mit Backsteinhohlmauerwerk weist einen basilikalen Querschnitt und einen eingezogenen Chor auf. Ein Säulengang entlang der Strassenfassade verbindet das Pfarrhaus mit der Kirche und endet im angebauten, 40 Meter hohen Glockenturm. Der Turm auf rechteckigem Grundriss ist auf seinen Längsseiten mit einer vertikalen Gitterstruktur geöffnet und wird von einem Kreuz aus Eisen bekrönt.
Die farbigen Glasfenster wurden von dem Glasmaler Giuseppe Scartezzini entworfen und 1940 von der Firma Mäder & Co. ausgeführt. Das Altarbild, ein Triptychon mit Christus und den beiden Patronatsheiligen und Szenen aus dem Leben Jesu auf den beiden Seitenflügeln, ist ein Werk von Otto Kälin (1913–2001) und gehört zur ursprünglichen Ausstattung der Kirche.
Die Orgel wurde im auf die Kirchweihe folgenden Jahr 1941 von der Manufaktur Orgelbau Kuhn AG gebaut und in der Kirche aufgestellt. Ihre 41 Register verteilten sich auf drei Manuale und Pedal. 1985 restaurierte und erweiterte die Erbauerfirma das Instrument, das nun über 45 Register verfügt. Nach dem Kirchenbrand 2004 wurde eine notwendige Revision durchgeführt.

## Glocken
Das sechsstimmige Glockengeläut wurde in der ortsansässigen Giesserei H. Rüetschi 1960 und 1976 (Peter & Paul) gegossen.
| Glocke | Name           | Gewicht | Schlagton |
| ------ | -------------- | ------- | --------- |
| 1      | Dreifaltigkeit | 6970 kg | Ges°      |
| 2      | Muttergottes   | 3524 kg | B°        |
| 3      | Peter & Paul   | 2098 kg | des′      |
| 4      | Urs & Viktor   | 1478 kg | es′       |
| 5      | Burkhard       | 863 kg  | ges′      |
| 6      | Verena         | 605 kg  | as′       |